# Per Larsen (político)
Per Larsen (27 de junho de 1965, em Jerslev) é um político dinamarquês, membro do Folketing pelo Partido Popular Conservador. Ele foi eleito para o parlamento nas eleições legislativas dinamarquesas de 2019.

## Carreira política
Larsen fez parte do conselho do condado de Jutlândia do Norte de 1998 a 2001. Ele também fez parte do conselho municipal do município de Hjørring de 2002 a 2009 e é membro do conselho regional da Região da Jutlândia do Norte desde 2006.
Larsen foi eleito para o Folketing na eleição de 2019, onde recebeu 1.625 votos.